# Niños cantores de San Florián
El coro de los Niños cantores de san Florián, en alemán St. Florianer Sängerknaben, es un coro de niños del Monasterio de San Florián en la Alta Austria.

## Historia
La historia del Monasterio de san Florián, situado cerca de Linz, se remonta al sepulcro paleocristiano del mártir Florián de Lorch (304). La tumba barroca erigida por Carlo Carlone y Jakob Prandtauer pertenece a los más grandiosos monumentos de la arquitectura austriaca. La exixtencia del Instituto de Niños Cantores está documentada desde el año 1071, cuando los canónigos agustinos se hicieron cargo del monasterio.
Son muchos los músicos que se han formado como niños cantores en este monasterio; el más célebre es Anton Bruckner, cuyo nombre es inseparable del de St. Florián.

## Director
El actual director, Franz Farnberger, nació el 8 de julio de 1952 en Schrems.
Imparte clases de Piano en la Universidad Privada "Anton Bruckner" de  Linz. De 1976 a 1983 fue Maestro de capilla de los Niños cantores de Viena y en septiembre de 1983 cambió ese cargo por el de los niños cantores de san Florián.

## Colegio
Hace aproximadamente cincuenta años que el monasterio ya no tiene un colegio privado. Los „internos“ viven en el Internado (durante los días de clases, los fines de semana por lo general no), los „Externos“ viven en su casa. Ambos grupos estudian por costumbre en el Colegio de Secundaria de St. Florián, donde hay una clase preparada para ellos desde 1991. Algunos niños cantores van también a institutos de los alrededores.

## Niñas
Actualmente participa solo una niña entre los pequeños cantores. Sin embargo, hubo un tiempo en que fueron admitidas por exceso de plazas. Ellas no podían participar en los conciertos.
En las clases del colegio de secundaria de los niños cantores se imparte formación musical también a las niñas. Todos los alumnos cantan en un coro escolar que actúa en fiestas como misas del colegio. También pueden estudiar en estas clases alumnos que no sean niños cantores, pero éstos han de formar parte del coro escolar.

## Literatura
- Egbert Bernauer, Franz Farnberger: Die St. Florianer Sängerknaben. Trauner, Linz 2007, ISBN 978-3-85499-244-8.